# Jocelyn Towne
Jocelyn Towne (* 8. August 1976 in Nevada City, Kalifornien) ist eine US-amerikanische Schauspielerin, Produzentin und Regisseurin.

## Leben
Jocelyn Townes Vater Roger Towne ist Drehbuchautor von The Natural und The Recruit und ihr Onkel ist der Drehbuchautor Robert Towne. Ihr Bruder Nick Towne ist als Schriftsteller und  Regisseur tätig und ihre Cousine Katherine Towne ist Schauspielerin. Sie ist in verschiedenen Nebenrollen in Film und Fernsehen aufgetaucht, darunter Havoc 2005,  Gilmore Girls 2007 und The Selling 2011. Ihr Regiedebüt gab sie 2013 mit I Am I, gefolgt von We’ll Never Have Paris (Co-Regie mit Simon Helberg).
Sie hat am 15. Juli 2007 den Schauspieler Simon Helberg geheiratet. Die gemeinsame Tochter Adeline wurde am 8. Mai 2012 geboren und der gemeinsame Sohn Wilder wurde am 23. April 2014 geboren.

## Filmografie (Auswahl)
Als Schauspielerin
- 2000: Burning Heart
- 2004: Elvis Has Left the Building
- 2005: Havoc
- 2006: The Pity Card
- 2007: Gilmore Girls
- 2011: The Selling
- 2011: A Bird of the Air
- 2013: I Am I
- 2016: Diani & Devine Meet the Apocalypse
- 2018: Lodge 49
- 2021: The Kominsky Method

Als Produzentin
- 2013: I Am I
- 2014: We’ll Never Have Paris
- 2016: Diani & Devine Meet the Apocalypse

Als Regisseurin
- 2013: I Am I
- 2014: We’ll Never Have Paris